# Henri XXIV Reuss d'Ebersdorf
Henri XXIV, comte Reuss d'Ebersdorf (22 janvier 1724 à Ebersdorf – 13 mai 1779 à Ebersdorf), est un noble allemand, comte Reuss d'Ebersdorf de 1747 jusqu'à sa mort.
Il est le fils aîné des treize enfants de Henri XXIX Reuss d'Ebersdorf et Sophie-Théodora de Castell-Remlingen. Il est le grand-père du roi Léopold Ier de Belgique et l'arrière-grand-père de la reine Victoria (par l'intermédiaire de sa fille Augusta).

## La famille
À Thurnau le 28 juin 1754, Heinrich XXIV épouse Caroline-Ernestine d'Erbach-Schönberg. Ils ont eu sept enfants :
1. Henri XLVI (Ebersdorf, 14 mai 1755 — Ebersodrf, 18 avril 1757) ;
2. Augusta (Ebersdorf, le 9 janvier 1757 — Cobourg, 16 novembre 1831), mariée le 13 juin 1777 à François de Saxe-Cobourg-Saalfeld ;
3. Louise (Ebersdorf, 2 juin 1759 — Lobenstein, 5 décembre 1840), couronnée Princesse Reuss d'Ebersdorf (en allemand : Fürstin Reuss zu Ebersdorf) le 9 avril 1806, mariée le 1er juin 1781 au Prince Heinrich XLIII de Reuss-Köstritz ;
4. Henri LI Reuss d'Ebersdorf (Ebersdorf, 16 mai 1761 — Ebersdorf, 10 juillet 1822), couronné Prince Reuss d'Ebersdorf (en allemand : Fürst Reuss zu Ebersdorf) le 9 avril 1806.
5. Ernestine Ferdinande (Ebersdorf, 28 avril 1762 — Ebersdorf, 19 mai 1763) ;
6. Henri LIII (Ebersdorf, 24 mai 1765 — Ebersdorf, 28 juin 1770) ;
7. Henriette (Ebersdorf, le 9 mai 1767 — Cobourg, 3 septembre 1801), mariée le 4 juillet 1787 à Émile-Charles de Leiningen.